# Matt Frewer
Matthew George "Matt" Frewer (Washington D. C., 4 de enero de 1958) es un actor canadiense-estadounidense más conocido por sus participaciones en cine y televisión.

## Biografía
Hijo de Gillian Anne German y Frederick Charlesley Frewer (un exoficial de la Marina canadiense), Frewer se entrenó en la Bristol Old Vic Theatre School, de donde se graduó en 1980 con un grado en actuación.
El 10 de noviembre de 1984 se casó con la actriz inglesa Amanda Hillwood, la pareja tiene una hija.

## Carrera
Apareció en un anuncio para New Coke como Max Headroom.
Matt interpretó nuevamente a Max Headroom en el videoclip de The Art of Noise titulado "Paranoimia".
En la radio participó en el episodio "Heart of Skegness" de la serie Tales from the Mausoleum Club.
Su primera aparición en un programa de televisión fue en 1984 cuando interpretó a Francis Adonijah "Addie" Lane en la serie The First Olympics: Athens 1896 (una dramatización de los primeros Juegos Olímpicos de la era moderna).
En 1986 interpretó a Roger de Carnac, uno de los hombres del Rey John que, junto a sus hombres y bajo las órdenes del rey, se hace pasar por Robin Hood para intentar desacreditarlo con la gente en un episodio de la serie Robin of Sherwood.
En 1987 se unió al elenco principal de la serie Max Headroom donde interpretó al periodista Edison Carter y a Max Headroom, un programa de inteligencia artificial, hasta 1988.
En 1991 interpretó al oficial Ed Kelvin en la película The Taking of Beverly Hills.
En 1992 prestó su voz para el personaje de Mac Duff, el padre de Elmyra Duff en la serie de dibujos animados infantil Tiny Toon Adventures.
En 1996 apareció en la película Generación X donde interpretó a Russel Tresh, un científico loco con el que Emma Frost había trabajado anteriormente; y también apareció en la película Lawnmower Man 2: Beyond Cyberspace, donde interpretó a Jobe Smith.
En 1997 interpretó a Charlie en la película Quicksilver Highway.
En 1997 prestó su voz para el personaje de Pánico, uno de los dos esclavos del mal de Hades (James Woods) en la película infantil Hércules.
En 1998 prestó su voz de nuevo para el personaje de Pánico pero ahora para la serie Hércules hasta el final de la serie en 1999.
En el 2000 interpretó por primera vez el personaje de Sherlock Holmes en The Hound of the Baskervilles, más tarde volvió a interpretar el papel ahora en The Sign of Four, The Royal Scandal y finalmente en The Case of the Whitechapel Vampire.
En el 2002 se unió al elenco de la miniserie Taken, donde interpretó al doctor Chet Wakeman, un hombre que sacrifica todo por ser parte de la experiencia extraterrestre. 
En el 2006 se unió al elenco de la serie Eureka donde dio vida a Jim Taggart, el veterinario de Eureka y especialista en contención biológica hasta el final de la serie en el 2012.
Ese mismo año se unió al elenco principal de la serie canadiense Intelligence donde interpretó al psicópata y alcohólico Ted Altman, el director de la Unidad de Crimen Organizado de Vancouver hasta el final en el 2007 después de finalizar su segunda temporada.
En el 2009 interpretó al caballero blanco en la miniserie Alice, la cual está basada en Alicia en el País de las Maravillas. Ese mismo año interpretó a Edgar Jacobi/Moloch el Místico, un anciano a quien de joven se conocía como uno de los criminales más importantes y un ilusionista, actualmente rehabilitado en la película Watchmen.
En el 2010 apareció como invitado en la serie Supernatural donde interpretó a Pestilencia, uno de los cuatro Jinetes del Apocalipsis.
En el 2011 se unió a la miniserie Bag of Bones donde dio vida a Sid Noonan, el hermano de Mike Noonan (Pierce Brosnan).
Ese mismo año interpretó a Mitch Barnett, un paciente de cáncer que se hace amigo de Adam Lerner (Joseph Gordon-Levitt) luego de conoceerlo durante sus sesiones de quimioterapia en la película 50/50.
En el 2012 se unió al elenco recurrente de la tercera temporada de la serie Falling Skies donde interpretó al general Cole Bressler, el comandante en jefe del primer ejército continental, Bressler murió luego de que el avión en el que viajaba se estrellara.
En el 2013 se unió al elenco recurrente de la serie Orphan Black donde dio vida al doctor Aldous Leekie, el director del Instituto Dyad y la cara del movimiento Neolution.
Ese mismo año apareció como invitado en la serie Witches of East End donde interpretó a Vidar, un brujo que en el pasado le dice a los cazadores de brujas sobre los poderes de Freya Beauchamp e Ingrid Beauchamp lo que ocasiona que mueran. En el futuro, cuando Vidar intenta robarle los poderes a Joanna Beauchamp, ella lo apuñalará en el corazón lo que le ocasiona la muerte.
En el 2014 apareció en el drama The Knick donde da vida al doctor J.M. Christiansen.
En el 2015 se une al elenco de la serie Olympus donde da vida a Daedalus.

## Filmografía

### Series de televisión
| Año         | Título                                   | Personaje                     | Notas                                            |
| ----------- | ---------------------------------------- | ----------------------------- | ------------------------------------------------ |
| 2019        | Fear the Walking Dead                    | Logan                         | 6 episodios                                      |
| 2019        | The Order (serie de televisión)          | Pete Morton                   | 10 episodios                                     |
| 2018        | Altered Carbon                           | Carnage                       | 2 episodios                                      |
| 2017        | Castlevania                              | Obispo                        | voz                                              |
| 2015        | Olympus                                  | Daedalus                      | 12 episodios                                     |
| 2014        | The Knick                                | Dr. J.M. Christiansen         | 5 episodios                                      |
| 2014 - 2015 | The Librarians                           | Dulaque/ The Son of Band      | 5 episodios                                      |
| 2013 - 2014 | Orphan Black                             | Dr. Aldous Leekie             | 9 episodios                                      |
| 2013        | Witches of East End                      | Vidar                         | 2 episodios                                      |
| 2012 - 2013 | Falling Skies                            | Gral. Cole Bressler           | 7 episodios                                      |
| 2013        | Delete                                   | General                       | miniserie                                        |
| 2006 - 2012 | Eureka                                   | Jim Taggart                   | 18 episodios                                     |
| 2011        | Bag of Bones                             | Sid Noonan                    | 2 episodios - miniserie                          |
| 2010        | Supernatural                             | Pestilencia                   | 2 episodios                                      |
| 2009        | Alice                                    | Caballero Blanco              | 2 episodios - miniserie                          |
| 2006 - 2007 | Intelligence                             | Ted Altman                    | 24 episodios                                     |
| 2006        | Eureka: Hide and Seek                    | Jim Taggart                   | 7 episodios - miniserie                          |
| 2005        | Masters of Horror                        | Wally                         | episodio "Chocolate"                             |
| 2004        | The Eleventh Hour                        | Doctor Lansing                | episodio "Wonderland"                            |
| 2002        | Taken                                    | Dr. Chet Wakeman              | 6 episodios - miniserie                          |
| 2001 - 2002 | House of Mouse                           | Panic                         | 6 episodios                                      |
| 2000        | Da Vinci's Inquest                       | Larry Williams                | 2 episodios                                      |
| 1999        | Mentors                                  | Frederick Banting             | episodio "A Transient, Shining Trouble"          |
| 1999        | Mickey Mouse Works                       | Creador de Juguetes           | episodio # 1.4                                   |
| 1998 - 1999 | Hércules                                 | Panic                         | 16 episodios                                     |
| 1997 - 1999 | PSI Factor: Chronicles of the Paranormal | Matt Prager                   | 49 episodios                                     |
| 1998        | Toonsylvania                             | Dedgar Deadman                | 14 episodios                                     |
| 1996 - 1997 | The Incredible Hulk                      | Líder                         | 10 episodios                                     |
| 1997        | Tracey Takes On...                       | Bob                           | episodio "Supernatural"                          |
| 1996        | The Magic School Bus                     | Inspector 47                  | episodio "In the Rainforest"                     |
| 1996        | Mighty Ducks                             | Dr. Wally Pretorius           | episodio "The Human Factor"                      |
| 1994 - 1996 | Gárgolas                                 | Jackal                        | 6 episodios                                      |
| 1996        | Quack Pack                               | -                             | episodio "Tasty Paste"                           |
| 1996        | Bruno the Kid                            | Booby                         | -                                                |
| 1993 - 1996 | The Pink Panther                         | Pantera Rosa                  | 30 episodios                                     |
| 1996        | The Outer Limits                         | Norman Glass                  | episodio "First Anniversary"                     |
| 1996        | Iron Man                                 | Líder                         | episodio "Hulk Buster"                           |
| 1995 - 1996 | Dumb and Dumber                          | Lloyd Christmas               | 13 episodios                                     |
| 1994        | The Itsy Bitsy Spider                    | Exterminador                  | episodio "Spider Sense"                          |
| 1994        | Aladdín                                  | Lord Chaos                    | episodio "When Chaos Comes Calling"              |
| 1994        | Picket Fences                            | Harold Sawyer                 | episodio "Survival of the Fittest"               |
| 1994        | Apocalipsis                              | Donald "Hombre Basura" Elbert | 4 episodios - miniserie                          |
| 1992 - 1993 | Shaky Ground                             | Bob Moody                     | 75 episodios                                     |
| 1993        | Bonkers                                  | Peter Blaine                  | episodio "Trains, Toons, and Toon Trains"        |
| 1993        | Batman                                   | Sidney Debris                 | episodio "The Man Who Killed Batman"             |
| 1992        | Tiny Toon Adventures                     | Mac Duff                      | 2 episodios                                      |
| 1992        | Eerie, Indiana                           | Howard Raymer                 | episodio "Tornado Days"                          |
| 1991        | Star Trek: The Next Generation           | Berlinghoff Rasmussen         | episodio "A Matter of Time"                      |
| 1989 - 1991 | Doctor Doctor                            | Dr. Mike Stratford            | 40 episodios                                     |
| 1987 - 1988 | Max Headroom                             | Max Headroom                  | 14 episodios                                     |
| 1988        | Sesame Street                            | Max Headroom                  | 2 episodios                                      |
| 1988        | Miami Vice                               | Cliff King                    | 2 episodios                                      |
| 1987        | St. Elsewhere                            | Pee-Wee                       | episodio "No Chemo, Sabe?"                       |
| 1986        | The Max Headroom Show                    | Max Headroom                  | episodio "Max Headroom's Giant Christmas Turkey" |
| 1986        | Robin of Sherwood                        | Roger de Carnac               | episodio "The Betrayal"                          |
| 1985        | Tender Is the Night                      | Americano en la Barra         | miniserie                                        |
| 1985        | American Playhouse                       | Soldado                       | episodio "Displaced Person"                      |
| 1984        | The First Olympics: Athens 1896          | Francis "Addie" Lane          | miniserie                                        |

### Películas
| Año  | Título                                  | Personaje                           | Notas |
| ---- | --------------------------------------- | ----------------------------------- | --- |
| 2017 | House in the Hamptons                   | Desconocido                         | junto a Lynn Collins, Billy Zane, Natassia Malthe & Stephanie Hernandez                                             |
| 2016 | Rampage 3: No Mercy                     | Bills Father                        | junto a Brendan Fletcher, Ryan McDonell, Steve Baran & Bruce Blain                                                  |
| 2016 | Love in Paradise                        | Dr. Frank                           | junto a Luke Perry, Emmanuelle Vaugier & Chad Willett                                                               |
| 2015 | Pixels                                  | Max Headroom                        | junto a Adam Sandler, Kevin James, Michelle Monaghan, Peter Dinklage & Josh Gad                                     |
| 2014 | Hattie's Heist                          |                                     | Cortometraje |
| 2014 | Night at the Museum: Secret of the Tomb | Archibald Stanley                   | junto a Ben Stiller, Robin Williams, Owen Wilson & Steve Coogan                                                     |
| 2014 | Rampage: Capital Punishment             | Mr. Williamson (Voz, no acreditado) | |
| 2011 | Foreverland                             | Mr. Steadman                        | junto a Max Thieriot, Laurence Leboeuf, Demian Bichir, Sarah Wayne Callies, Juliette Lewis & Thomas Dekker          |
| 2011 | 50/50                                   | Mitch Barnett                       | junto a Joseph Gordon-Levitt, Anna Kendrick, Bryce Dallas Howard & Anjelica Huston                                  |
| 2010 | Battle Of The Bulbs                     | Stu Jones                           | junto a Daniel Stern, Allison Hossack, Teryl Rothery, Emily Tennant & William Hutchinson                            |
| 2010 | Frankie & Alice                         | Dr. Strassfield                     | junto a Halle Berry, Stellan Skarsgård, Phylicia Rashad, Chandra Wilson, Alex Diakun & Brian Markinson              |
| 2010 | Wushu Warrior                           | Lord Edward Lindsey                 | junto a Tod Fennell & Amber Goldfarb                                                                                |
| 2009 | Under The Hood (Video Short)            | Moloch                              | junto a Ted Friend, Stephen McHattie, William S. Taylor, Glenn Ennis, & Darryl Scheelar                             |
| 2009 | Darfur                                  | Ted Duncan                          | junto a Kristanna Loken, Billy Zane, Edward Furlong, David O'Hara, Noah Danby & Hakeem Kae-Kazim                    |
| 2009 | Rampage                                 | Mr. Williamson                      | junto a Brendan Fletcher, Shaun Sipos, Michael Paré & Lynda Boyd                                                    |
| 2009 | Watchmen                                | Moloch                              | junto a Jackie Earle Haley, Patrick Wilson, Billy Crudup, Jeffrey Dean Morgan, Malin Akerman & Matthew Goode        |
| 2007 | Weirdsville                             | Jason Taylor                        | junto a Wes Bentley, Scott Speedman, Taryn Manning, Maggie Castle & Jordan Prentice                                 |
| 2006 | Desesperación (telefilm)                | Ralph Carver                        | junto a Tom Skerritt, Steven Weber, Annabeth Gish, Charles Durning, Shane Haboucha, Sylva Kelegian & Sammi Hanratty |
| 2004 | Riding the Bullet                       | Mr. Clarkson                        | junto a Jonathan Jackson, David Arquette, Cliff Robertson, Barbara Hershey, Erika Christensen & Nicky Katt          |
| 2004 | Geraldine's Fortune                     | Cameron Geary                       | junto a Jane Curtin, Mary Walsh, Sheila McCarthy, & Peter MacNeill                                                  |
| 2004 | Intern Academy                          | Dr. Anton Keller                    | junto a Dan Aykroyd, Lynda Boyd, Christine Chatelain, Maury Chaykin, Dave Foley & Ingrid Kavelaars                  |
| 2004 | Going The Distance                      | Farmer Joseph                       | junto a Christopher Jacot, Joanne Kelly, Shawn Roberts, Mayko Nguyen, Ryan Belleville & August Schellenberg         |
| 2004 | A Home at the End of the World          | Ned Glover                          | junto a Colin Farrell, Dallas Roberts, Robin Wright & Sissy Spacek                                                  |
| 2004 | Dawn of the Dead                        | Frank                               | junto a Sarah Polley, Ving Rhames, Jake Weber, Mekhi Phifer & Ty Burrell                                            |
| 2002 | The Case of the Whitechapel Vampire     | Sherlock Holmes                     | junto a Kenneth Welsh, Maria Bertrand & Julian Casey                                                                |
| 2001 | Mickey's House of Villains              | Panic                               | junto a Wayne Allwine, Tony Anselmo, Jeff Bennett, James Woods, Scott Weinger, Corey Burton & Pat Carroll           |
| 2001 | The Royal Scandal                       | Sherlock Holmes                     | junto a Kenneth Welsh, Liliana Komorowska, Seann Gallagher, R.H. Thomson & Julian Casey                             |
| 2001 | The Sign of Four                        | Sherlock Holmes                     | junto a Kenneth Welsh, Sophie Lorain, Marcel Jeannin & Michel Perron                                                |
| 2000 | The Hound of the Baskervilles           | Sherlock Holmes                     | junto a Kenneth Welsh, Jason London, Emma Campbell & Gordon Masten                                                  |
| 2000 | Jailbait                                | Al Fisher                           | junto a Kevin Mundy, Alycia Purrott, Reagan Pasternak, Mary Gross & Emma Penella                                    |
| 1997 | Hércules                                | Panic                               | junto a Tate Donovan, Danny DeVito, James Woods, Susan Egan & Bobcat Goldthwait                                     |
| 1996 | Generación X                            | Russel Tresh                        | junto a Finola Hughes, Jeremy Ratchford, Agustín Rodríguez & Amarilis                                               |
| 1996 | El cortador de césped 2                 | Jobe Smith                          | junto a Patrick Bergin, Kevin Conway, Austin O'Brien & Ely Pouget                                                   |
| 1991 | The Taking of Beverly Hills             | Ed Kelvin                           | junto a Ken Wahl, Harley Jane Kozak, Robert Davi & Lee Ving                                                         |
| 1989 | Honey, I Shrunk the Kids                | Russell Thompson                    | junto a Rick Moranis, Marcia Strassman, Robert Oliveri, Thomas Brown & Kristine Sutherland                          |
| 1987 | Ishtar                                  | Agente de la CIA                    | junto a Dustin Hoffman, Warren Beatty, Isabelle Adjani, Charles Grodin & Jack Weston                                |
| 1987 | El cuarto protocolo                     | Tom McWhirter                       | junto a Michael Caine, Pierce Brosnan, Ned Beatty, Joanna Cassidy & Michael Gough                                   |

Productor, Guionista e Intérprete
| Año        | Título                                   | Notas                                                    |
| ---------- | ---------------------------------------- | -------------------------------------------------------- |
| 2001       | Mickey's House of Villains               | intérprete: - "It's Our House Now"                       |
| 1998       | Hércules                                 | intérprete: - "My Town"                                  |
| 1996, 1998 | PSI Factor: Chronicles of the Paranormal | productor asociado & guionista - episodio "Frozen Faith" |
| 1994       | The Stand                                | intérprete: - "Baby Can U Dig Your Man"                  |
| 1993       | Beavis and Butt-Head                     | intérprete: - "Merry Christmas Santa Claus               |
| 1987       | Max Headroom                             | intérprete: "Golf" & "Jesus and the Airlock"             |

## Premios y nominaciones
| Año  | Categoría                                                         | Premio       | Serie/Programa                         | Resultado |
| ---- | ----------------------------------------------------------------- | ------------ | -------------------------------------- | --------- |
| 2011 | Best Guest Performance by a Male in a Dramatic Seriess            | Leo Award    | Supernatural                           | Nominado  |
| 2011 | Best Lead Performance by a Male in a Feature Length Drama         | Leo Award    | Alice                                  | Nominado  |
| 2000 | Best Performance in a Children's or Youth Program or Series       | Gemini Award | Da Vinci's Inquest                     | Nominado  |
| 2000 | Best Performance by an Actor in a Guest Role in a Dramatic Series | Gemini Award | Mentors                                | Ganador   |
| 1988 | Program Interviewer                                               | ACE Award    | The Original Max Talking Headroom Show | Nominado  |
| 1987 | Music Host                                                        | ACE Award    | The Max Headroom Show                  | Ganador   |